# Primera División de Chile 1958
Primera División de Chile 1958 var den chilenska högstaligan i fotboll för herrar för säsongen 1958, som slutade med att Santiago Wanderers vann för fjärde gången.

## Sluttabell
| Plac. | Lag                  | S  | V  | O  | F  | GM | IM | MSK | Poäng |
| ----- | -------------------- | -- | -- | -- | -- | -- | -- | --- | ----- |
| 1     | Santiago Wanderers   | 26 | 13 | 8  | 5  | 41 | 31 | 10  | 34    |
| 2     | Colo-Colo            | 26 | 13 | 7  | 6  | 62 | 48 | 14  | 33    |
| 3     | Deportes La Serena   | 26 | 14 | 5  | 7  | 54 | 45 | 9   | 33    |
| 4     | Palestino            | 26 | 10 | 11 | 5  | 55 | 43 | 12  | 31    |
| 5     | Universidad de Chile | 26 | 13 | 5  | 8  | 41 | 37 | 4   | 31    |
| 6     | Universidad Católica | 26 | 9  | 9  | 8  | 51 | 47 | 4   | 27    |
| 7     | Ferrobádminton       | 26 | 10 | 4  | 12 | 35 | 34 | 1   | 24    |
| 8     | Everton              | 26 | 11 | 2  | 13 | 50 | 50 | 0   | 24    |
| 9     | O'Higgins            | 26 | 10 | 3  | 13 | 48 | 51 | -3  | 23    |
| 10    | Unión Española       | 26 | 8  | 6  | 12 | 42 | 52 | -10 | 22    |
| 11    | Audax Italiano       | 26 | 8  | 6  | 12 | 42 | 57 | -15 | 22    |
| 12    | Green Cross          | 26 | 8  | 5  | 13 | 50 | 57 | -7  | 21    |
| 13    | Rangers              | 26 | 6  | 9  | 11 | 36 | 42 | -6  | 21    |
| 14    | Magallanes           | 26 | 5  | 8  | 13 | 39 | 52 | -13 | 18    |

| Primera División Vinnare av Primera División 1958 |
| ------------------------------------------------- |
| Chile                                             |
| Santiago Wanderers 1:a titeln                     |

## Nedflyttningstabell
Det lag som flyttades ner bestämdes av den genomsnittliga poängen de senaste tre säsongerna. Det laget som egentligen kom sist, Ferrobádminton, flyttades inte ner då de var en av de ursprungliga klubbarna som startade ligan 1933. Istället flyttades Green Cross ner.
| Pos | Equipo               | 1956 | 1957 | 1958 | Promedio |
| --- | -------------------- | ---- | ---- | ---- | -------- |
| 1   | Deportes La Serena   | --   | --   | 33   | 33,00    |
| 2   | Colo-Colo            | 38   | 25   | 33   | 32,00    |
| 3   | Santiago Wanderers   | 33   | 27   | 34   | 31,33    |
| 4   | Palestino            | 25   | 28   | 31   | 28,00    |
| 5   | Universidad de Chile | 21   | 31   | 31   | 27,67    |
| 6   | Audax Italiano       | 26   | 34   | 22   | 27,33    |
| 7   | Rangers              | 31   | 26   | 21   | 26,00    |
| 7   | Unión Española       | 30   | 26   | 22   | 26,00    |
| 9   | Everton              | 27   | 26   | 24   | 25,67    |
| 10  | Magallanes           | 29   | 25   | 18   | 24,00    |
| 10  | Universidad Católica | --   | 21   | 27   | 24,00    |
| 12  | O'Higgins            | 26   | 21   | 23   | 23,33    |
| 13  | Green Cross          | 23   | 23   | 21   | 22,33    |
| 14  | Ferrobádminton       | 19   | 21   | 24   | 21,33    |